# Миннесота Юнайтед
«Миннесо́та Юна́йтед» (англ. Minnesota United FC) — американский профессиональный футбольный клуб из города Сент-Пол, штат Миннесота. С 2017 года выступает в MLS, высшей футбольной лиге США и Канады. Клуб является преемником «Миннесоты Юнайтед» Североамериканской футбольной лиги.

## История
25 марта 2015 года MLS объявила о присуждении 23-й франшизы лиги инвестиционной группе из Миннеаполиса во главе с владельцем клуба Североамериканской футбольной лиги «Миннесота Юнайтед» Биллом Макгуайром. Также в состав группы инвесторов вошли владельцы «Миннесоты Твинс» Джим и Роберт Полады, член правления гостинично-туристической корпорации Carlson Уэнди Карлсон Нельсон и владелец «Миннесоты Тимбервулвз» Глен Тейлор. Изначально предполагалось, что клуб начнёт выступления с 2018 года, однако 19 августа 2016 года стало известно, что дата вступления нового клуба в лигу сдвинута на 2017 год. Также было окончательно прояснено имя новой франшизы — клуб сохранил название «Миннесота Юнайтед».
19 ноября 2016 года первым главным тренером команды был назначен Эдриан Хит, ранее тренировавший «Орландо Сити». 1 декабря 2016 года клубом были подписаны первые игроки, ими стали Кевин Венегас и Джастин Дейвис, ранее выступавшие за «Миннесоту Юнайтед» из NASL.
19 января 2017 года стало известно, что ритейлер Target, чья штаб-квартира находится в Миннеаполисе, заключил с клубом спонсорское соглашение.
Клуб дебютировал в MLS 3 марта 2017 года, потерпев разгромное поражение со счётом 5:1 от «Портленд Тимберс» в гостях, ставшее наихудшим результатом дебютного матча среди всех клубов расширения лиги. Автором первого гола в истории нового клуба стал Кристиан Рамирес. В следующем матче, прошедшем 13 марта на домашнем стадионе, где их соперниками был другой клуб-дебютант MLS «Атланта Юнайтед», «Миннесота Юнайтед» вновь потерпела разгромное поражение, на этот раз со счётом 1:6, и таким образом стала первым клубом лиги пропускавшим пять и более мячей в двух играх подряд. Также эта встреча, игравшаяся в Миннеаполисе, стала проведённой при самой низкой температуре воздуха в истории MLS — матч был сыгран при −7 °C (19 °F). Первую свою победу клуб добыл в пятом туре 1 апреля — в родных стенах был повержен со счётом 4:2 «Реал Солт-Лейк».

## Стадион
23 октября 2015 года «Миннесота Юнайтед» объявила об утверждении плана постройки собственного стадиона. Домашняя арена клуба будет расположена в столице штата, городе Сент-Пол. 12 декабря 2016 года состоялась церемония закладки первого камня стадиона, открытие которого планировалась на 2018 год. Стоимость строительства оценивается в $150 млн. Стадион будет рассчитан на 19 916 зрителей, с возможностью увеличения в будущем примерно до 25 тысяч. 25 июля 2017 года было объявлено, что новый стадион, открытие которого сдвинуто на 2019 год, получит название «Альянц Филд» согласно многолетнему спонсорскому соглашению со страховой компанией Allianz Life, североамериканской «дочкой» германского страхового гиганта Allianz.
Сезоны 2017 и 2018 клуб провёл на «Ти-си-эф Бэнк Стэдиум», стадионе команды Миннесотского университета по американскому футболу.
Первый матч на новом стадионе команда провела 19 апреля 2019 года против «Нью-Йорк Сити». Матч закончился со счётом 3-3 и собрал полные трибуны.

## Символика

### Цвета, эмблема
Основные цвета команды — серый, голубой и черный. Серый цвет символизирует Айрон-Рейндж, голубой цвет символизирует реку Миссисипи, а чёрный цвет символизирует черноклювую гагару, которая является официальным символом штата Миннесота. Эмблема клуба придерживается этих цветов, в центре изображена гагара, у которой на поднятом крыле 11 перьев, символизирующие 11 игроков. В верхней части находится Полярная звезда, а в нижней части расположилась надпись «MNUFC».

### Форма

#### Домашняя
| 2017—2018 | 2018—2020 | 2020—2022 | 2022—2024 | 2024—н. в. |

#### Гостевая
| 2017—2019 | 2019—2021 | 2021—2023 | 2023—2025 | 2025—н. в. |

Источники:,

### Экипировка
| Период     | Производитель | Период     | Титульный спонсор | Период     | Рукавный спонсор  |
| ---------- | ------------- | ---------- | ----------------- | ---------- | ----------------- |
| 2017—н. в. | Adidas        | 2017—н. в. | Target            | 2020—2023  | Bell Bank         |
| 2017—н. в. | Adidas        | 2017—н. в. | Target            | 2023—н. в. | Allianz Apple TV+ |

## Текущий состав
| 1  | Флаг США            | Вр  | Алек Смир               | 1999 |  |  |  |  |  |
| 97 | Флаг Канады         | Вр  | Дейн Сент-Клэр          | 1997 |  |  |  |  |  |
|    |                     |     |                         |      |  |  |  |  |  |
| 2  | Флаг США            | Защ | Девин Падельфорд        | 2003 |  |  |  |  |  |
| 5  | Флаг Аргентины      | Защ | Николас Ромеро          | 2003 |  |  |  |  |  |
| 12 | Флаг США            | Защ | Кипп Келлер             | 2000 |  |  |  |  |  |
| 13 | Флаг США            | Защ | Энтони Марканич         | 1999 |  |  |  |  |  |
| 15 | Флаг Новой Зеландии | Защ | Майкл Боксолл (капитан) | 1988 |  |  |  |  |  |
| 23 | Флаг Германии       | Защ | Моррис Дагган           | 2000 |  |  |  |  |  |
| 27 | Флаг США            | Защ | Ди Джей Тейлор          | 1997 |  |  |  |  |  |
| 28 | Флаг Колумбии       | Защ | Джефферсон Диас         | 2000 |  |  |  |  |  |
|    |                     |     |                         |      |  |  |  |  |  |
| 8  | Флаг Гондураса      | ПЗ  | Хосеф Росалес           | 2000 |  |  |  |  |  |
| 17 | Флаг Финляндии      | ПЗ  | Робин Лод               | 1993 |  |  |  |  |  |
| 20 | Флаг США            | ПЗ  | Уил Трэпп               | 1993 |  |  |  |  |  |

| 22 | Флаг Республики Корея | ПЗ  | Чён Хо Ён            | 2000 |  |  |  |  |  |
| 24 | Флаг Германии         | ПЗ  | Юлиан Грессель       | 1993 |  |  |  |  |  |
| 26 | Флаг Аргентины        | ПЗ  | Хоакин Перейра       | 1998 |  |  |  |  |  |
| 30 | Флаг Франции          | ПЗ  | Оуэн Жене            | 2003 |  |  |  |  |  |
| 31 | Флаг США              | ПЗ  | Хассани Дотсон       | 1997 |  |  |  |  |  |
| 67 | Флаг Панамы           | ПЗ  | Карлос Харви         | 2000 |  |  |  |  |  |
|    |                       |     |                      |      |  |  |  |  |  |
| 7  | Флаг Республики Корея | Нап | Чон Сан Бин          | 2002 |  |  |  |  |  |
| 9  | Флаг Италии           | Нап | Келвин Йебоа         | 2000 |  |  |  |  |  |
| 14 | Флаг Канады           | Нап | Тани Олувасейи       | 2000 |  |  |  |  |  |
| 19 | Флаг Англии           | Нап | Сэмюэл Шашуа         | 1999 |  |  |  |  |  |
| 21 | Флаг ЮАР              | Нап | Бонгокухле Хлонгване | 2000 |  |  |  |  |  |
| 90 | Флаг Того             | Нап | Лоик Месанви         | 2003 |  |  |  |  |  |
| 98 | Флаг США              | Нап | Дариус Рэнделл       | 2007 |  |  |  |  |  |

## Главные тренеры
- Эдриан Хит (29 ноября 2016 — 6 октября 2023)
- Шон Маколи[англ.] (6 октября 2023 — 4 января 2024, и. о.)
- Камерон Ноулз[англ.] (5 января — 10 марта 2024, и. о.)
- Эрик Рамзи[англ.] (10 марта 2024 — н. в.)